# (5327) Gertwilkens
(5327) Gertwilkens es un asteroide perteneciente al cinturón de asteroides, descubierto el 5 de marzo de 1989 por Zdeňka Vávrová desde el Observatorio Kleť, České Budějovice, República Checa.

## Designación y nombre
Designado provisionalmente como 1989 EX1. Debe su nombre a Gert Wilkens, coeditor de la revista astronómica anual holandesa Sterrengids.

## Características orbitales
Gertwilkens está situado a una distancia media del Sol de 2,341 ua, pudiendo alejarse hasta 2,720 ua y acercarse hasta 1,963 ua. Su excentricidad es 0,161 y la inclinación orbital 9,755 grados. Emplea 1308,95 días en completar una órbita alrededor del Sol.

## Características físicas
La magnitud absoluta de Gertwilkens es 13,5. Tiene 12,048 km de diámetro y su albedo se estima en 0,037.